# Blas Cristaldo
Blas Marcelo Cristaldo González (Concepción, Paraguay, 15 de octubre de 1964) es un exjugador paraguayo, que se desempeñaba en la posición de defensor. Jugó fútbol profesional en Paraguay para Cerro Porteño y desde hace algunos años entrena a las escuadras inferiores de Cerro Porteño. Incluso fue entrenador interino en varias ocasiones en Primera División. Es un jugador plenamente identificado con el ciclón, club donde jugó en 2 ciclos diferentes y fue el club donde terminó su carrera futbolista.

## Trayectoria
Cristaldo jugó fútbol de club con Cerro Porteño durante diez temporadas, desde 1985 hasta 1999. Ganó el campeonato de Paraguay en cuatro ocasiones (1987, 1990, 1992 y 1994) con el club. En el extranjero jugaría por el Deportivo Sipesa en Perú, a pedido del entrenador Cayetano Ré.

## Selección nacional
Cristaldo debutó internacionalmente con la selección de fútbol de Paraguay el 14 de junio de 1991 en un partido de Copa Paz de Chaco contra Bolivia (victoria 0-1). Obtuvo un total de siete partidos internacionales, incluida la Copa América de Chile de 1991 sin marcar goles con la selección nacional.

## Clubes
| Club             | País     | Año       |
| ---------------- | -------- | --------- |
| River Plate      | Paraguay | 1984      |
| Cerro Porteño    | Paraguay | 1985-1993 |
| Deportivo Sipesa | Perú     | 1994      |
| Cerro Porteño    | Paraguay | 1995-1999 |